# Claude Levenson
Claude B. Levenson (Parijs, 2 augustus 1938 - 13 december 2010) was een Frans schrijfster, journaliste, sinologe, tibetologe en mensenrechtenactiviste.
Na het Lycée Victor-Duruy studeerde Levenson Russisch, taalkunde, filosofie en Indiase religies op de Lomonossov-Universiteit in Moskou. Aan het begin van haar studie ontmoette ze de veertiende dalai lama, Tenzin Gyatso en sindsdien zet ze zich in voor de Internationale Tibetaanse vrijheidsbeweging.
Als tolk reisde ze naar Zuidoost-Azië, India en Zuid-Amerika en als journaliste naar India, Nepal, Cambodja, Myanmar, Thailand en Indonesië. In 1984 reisde ze voor het eerst naar Tibet en daarna nog verschillende malen tot in 2005, toen haar een visum werd geweigerd.